# Sörsjön (Sandseryds socken, Småland)
Sörsjön eller Åsasjön är en sjö i Jönköpings kommun i Småland och ingår i Motala ströms huvudavrinningsområde. Sjön är 7,6 meter djup, har en yta på 0,142 kvadratkilometer och befinner sig 211,1 meter över havet.

## Delavrinningsområde
Sörsjön ingår i det delavrinningsområde (639734-139698) som SMHI kallar för Utloppet av Sörsjön. Medelhöjden är 237 meter över havet och ytan är 2,64 kvadratkilometer. Det finns inga delavrinningsområden uppströms utan avrinningsområdet är högsta punkten. Vattendraget som avvattnar avrinningsområdet har biflödesordning 3, vilket innebär att vattnet flödar genom totalt 3 vattendrag innan det når havet efter 230 kilometer. Delavrinningsområdet består mestadels av skog (58 %). Avrinningsområdet har 0,14 kvadratkilometer vattenytor vilket ger avrinningsområdet en sjöprocent på 5,4 %. Bebyggelsen i området täcker en yta av 0,5 kvadratkilometer eller 19 % av avrinningsområdet.

## Galleri

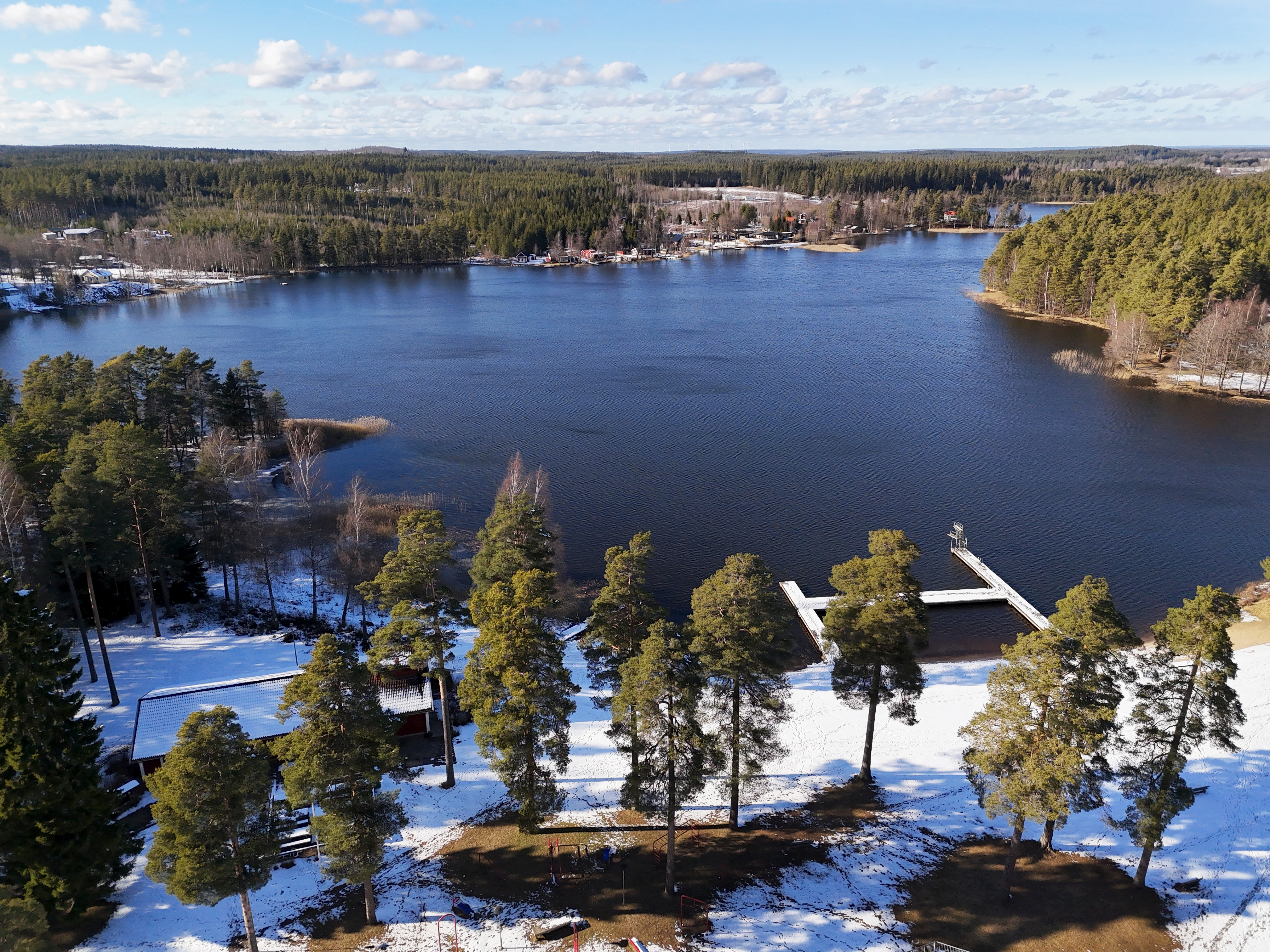
Badplatsen i mars 2025.
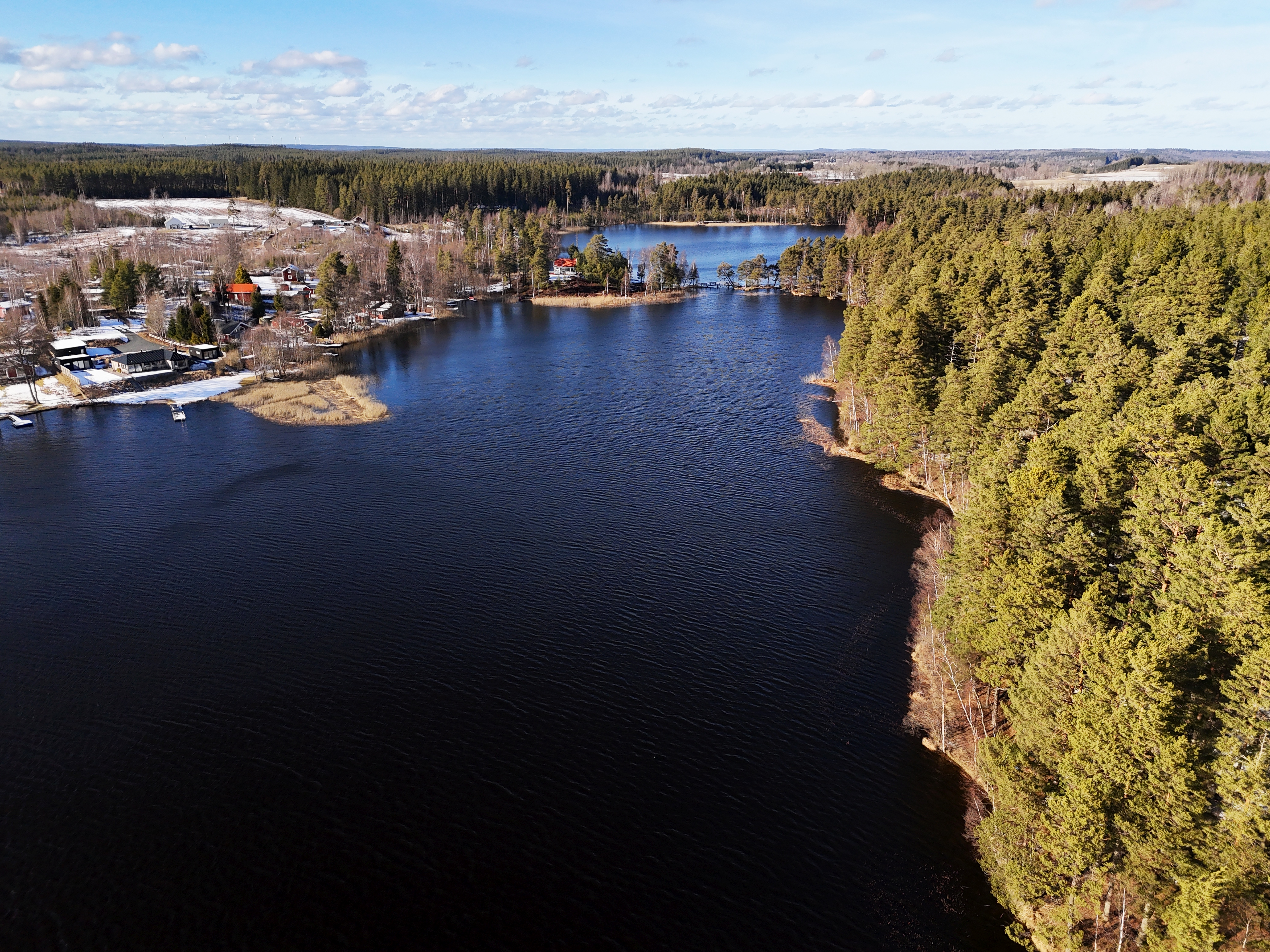
Sjöns norra ända mot Slaggvarp och Mellansjön.